# Acanthogyrus (Acanthosentis) oligospinus
Acanthogyrus (Acanthosentis) oligospinus is een soort haakworm uit het geslacht Acanthogyrus. De worm behoort tot de familie Quadrigyridae. Acanthogyrus (Acanthosentis) oligospinus werd in 1969 beschreven door Anantaraman.